# قسمت (فیلم ۱۹۹۵)
قسمت (به هندی: Kismat) فیلمی محصول سال ۱۹۹۵ و به کارگردانی هامش مالهوترا است. در این فیلم بازیگرانی همچون گوویندا، مامتا کولکارنی، راکهی گولزار، کبیر بدی، آسرانی، سورش اوبروی، ای. کی. هانگال ایفای نقش کرده‌اند.